# Verband der Schweizerischen Lack- und Farbenindustrie

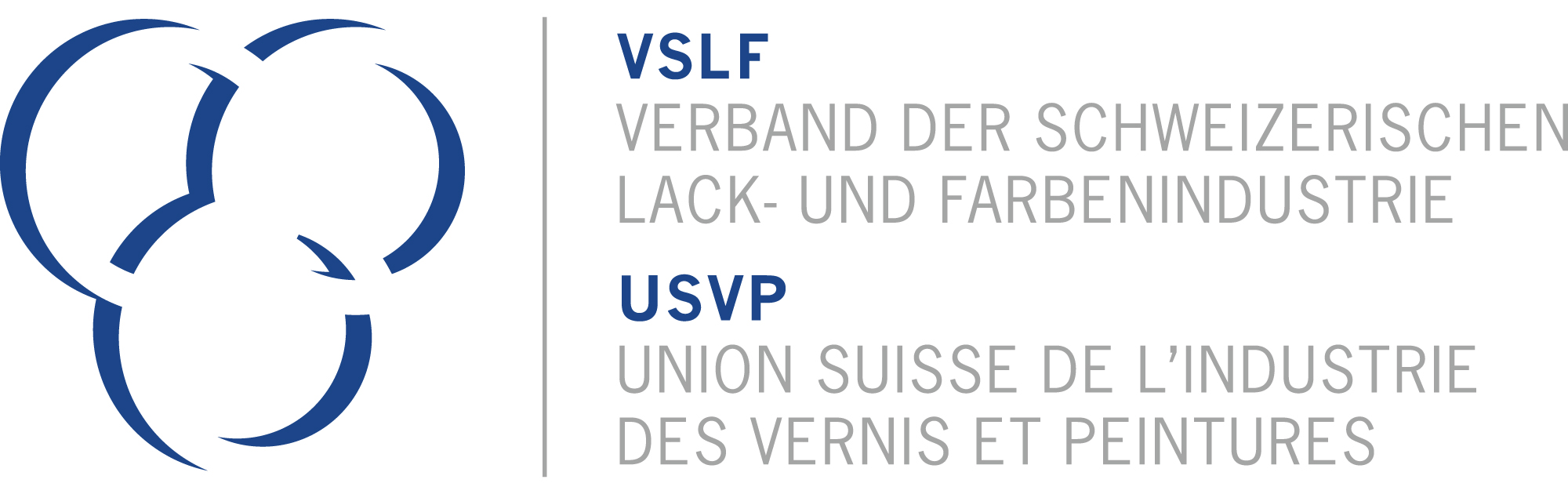
Logo VSLF

Der Verband der Schweizerischen Lack- und Farbenindustrie (französisch Union Suisse de l'Industrie des Vernis et Peintures, abgekürzt VSLF beziehungsweise USVP) vertritt die Interessen der schweizerischen Lack-, Farben- und Druckfarbenindustrie in Politik und Öffentlichkeit. Sitz des Verbands ist Winterthur.

## Geschichte
Der Verband wurde am 5. September 1907 von 28 Firmen unter dem Namen Verband Schweizerischer Lack- und Farbenfabrikanten gegründet. Erster Präsident des Verbandes wurde Alexis Landolt. Ziel war damals die Einführung einer minimalen Marktordnung und die Regelung des Kreditwesens.
Nach dem Zweiten Weltkrieg und der in dieser Zeit typischen Bearbeitung von Aspekten der Kriegswirtschaft beginnt der Umbau zu einem modern agierenden, dienstleistenden Wirtschaftsverband. Die Verbandsstrukturen werden durch die Schaffung von markt-, technik-, ausbildungs- und dienstleistungsorientierten Fachgruppen und Kommissionen neu ausgerichtet und entsprechen bereits der heutigen Struktur. Ebenfalls wurde begonnen, die Ausbildung zum Chemielaboranten auf die lackspezifischen Belange anzupassen.
1951 war der VSLF ein Gründungsmitglied des europäischen Branchenverbandes European council of the Paint, Printing Ink and Artists` Colours Industry. 1956 wurde mit der Einführung von Regionaltreffen in der französischsprachigen Schweiz der Grundstein für das schließlich 1966 gegründete Groupement Romand gelegt. 1962 wurde der erste «Wirtschaftliche Fachkongress» für die europäische Lack- und Farbenbranche in der Schweiz durchgeführt. 1998 beschließen die Vereinigung Schweizerischer Druckfarbenfabrikanten (VSDF) und die Interessengemeinschaft Holzschutz (IGH) ihre Auflösung und den Beitritt der Mitglieder zum VSLF.
Der VSLF kreierte 2008 den in der Schweiz neuartigen Lehrberuf Laborant EFZ, Fachrichtung Farbe & Lack. Im Herbst 2008 starteten 16 Auszubildende ihre Ausbildung. Die angehenden Laboranten aus 18 verschiedenen Betrieben finden sich einmal pro Lehrjahr zu einem überbetrieblichen Kurs zusammen, welcher unter anderem den nationalen Austausch der Lernenden fördert.
Zum 1. Januar 2010 erfolgte die Umbenennung in Verband der Schweizerischen Lack- und Farbenindustrie.

## Organisation
Dem VSLF gehören circa 50 herstellende und/oder importierende Mitglieder an. Diese erzielen einen Umsatz von gegen 3 Milliarden Schweizer Franken und beschäftigen in etwa 4500 Mitarbeitende. Circa 30 sogenannte assoziierte Mitglieder sind ebenfalls dem VSLF angehörig. Dabei handelt es sich um Lieferanten von branchenspezifischen Rohmaterialien, Geräten und Dienstleistungen. Die Geschäftsstelle des Verbandes befindet sich in Winterthur.
Verbandspräsident ist seit 2013 Lionel Schlessinger (Monopol AG), Vizepräsident ist Urs Schlatter (Sun Chemical AG). Der Vorstand besteht insgesamt aus neun Personen.

### Geschäftsführerkonferenzen und Kommissionen
Der Verband besteht aus vier Geschäftsführerkonferenzen und vier Kommissionen. Die Geschäftsführerkonferenzen sind im Einzelnen: Baumalerprodukte, Druckfarben, Holz und Industrie. Dazu kommen die Kommission für Technik und Ökologie, die Technische Kommission Druckfarben, die Berufsbildungskommission sowie die Regionalgruppe Groupement Romand. Diese ist eine Besonderheit des schweizerischen Verbandes und bezeichnet eine Regionalgruppe, die die besonderen Belange der Verbandsmitglieder aus dem französischsprachigen Teil der Schweiz vertritt.

### Kooperationen
Der VSLF ist Mitglied im europäischen Verband European council of the Paint, Printing Ink and Artists` Colours Industry kurz CEPE (‚Europäische Vereinigung der Lack-, Druckfarben- und Künstlerfarbenindustrie‘).
Auf nationaler Ebene ist der VSLF Mitglied des Schweizerischen Gewerbeverbandes und der scienceindustries. Daneben herrscht ein enger Austausch mit der Schweizerischen Vereinigung der Lack- und Farbenchemiker (SVLFC / ASCVP), in der die Mitarbeiter der Branche organisiert sind und dem Verband der Schweizerischen Schmierstoffindustrie.
Branchenübergreifend bildet der VSLF eine Interessengemeinschaft, die als IG Industrie Schweiz bezeichnet wird.

## Ziele
Der Verbandszweck des VSLF ist die «Wahrung und Förderung der gemeinsamen Interessen der Lack-, Farben- und Druckfarbenindustrie». Dabei vertritt der Verband seine Mitglieder im Verkehr mit Behörden, Amtsstellen, Wirtschaftsverbänden, Konsumenten- und Umweltorganisationen und Medien, fördert den Kontakt unter den Mitgliedern und den Zusammenhalt zwischen den Landesteilen.

## Aktivitäten
Als Aufgaben des Verbandes werden Monitoring und Mitgestaltung des regulativen Umfeldes, Selbstregulierung beim Umwelt- und Gesundheitsschutz und amtliche Aufgaben gesehen. Im Einzelnen engagiert sich der Verband in den Bereichen Statistiken & Marktforschung, Aus- und Weiterbildung, Sprachrohr der Branche gegenüber Behörden und Öffentlichkeit, Pflege internationaler Beziehungen, vor allem über den europäischen Branchenverband CEPE und Informationsvermittlung.
Im Frühjahr 2008 wurde vom VSLF ein Ausbildungsfonds gegründet, der zur Finanzierung von Kursen innerhalb der Ausbildung zum Lacklaboranten genutzt wird.